# فورست تاكر
فورست تاكر (بالإنجليزية: Forrest Tucker)‏ هو مجرم أمريكي، ولد في 23 يونيو 1920 في ميامي في الولايات المتحدة، وتوفي في 29 مايو 2004 في فورت وورث في الولايات المتحدة.